# Parapsilorhynchus elongatus
Parapsilorhynchus elongatus är en fiskart som beskrevs av Singh, 1994. Parapsilorhynchus elongatus ingår i släktet Parapsilorhynchus och familjen karpfiskar. IUCN kategoriserar arten globalt som starkt hotad. Inga underarter finns listade i Catalogue of Life.